# Brian Kernighan

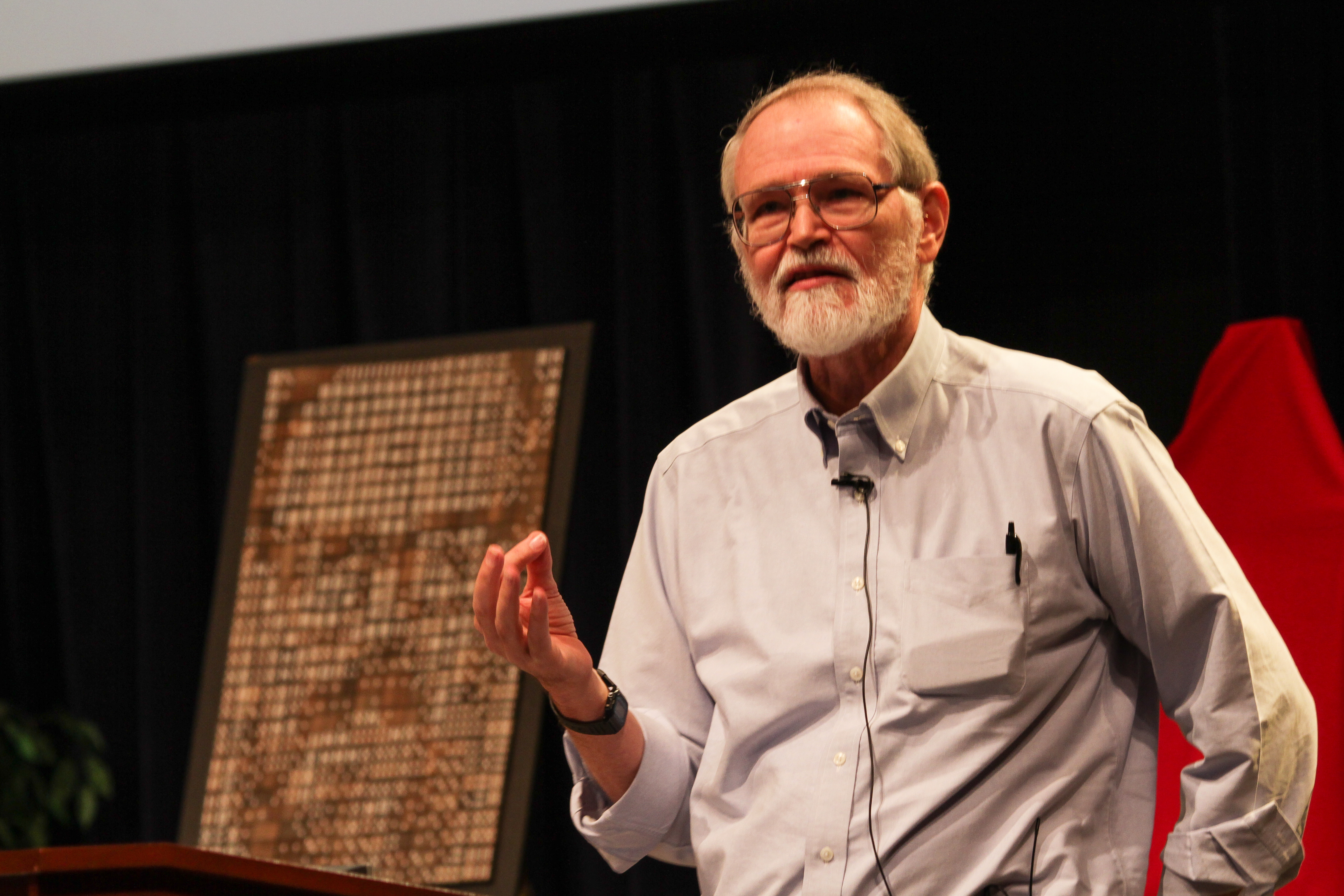
Brian Kernighan (2012)

Brian Wilson Kernighan (Toronto, januari 1942) is een Canadees/Amerikaans informaticus.
Kernighan was in de tijd dat hij bij Bell Labs werkte met Dennis Ritchie degene die de programmeertaal C heeft ontwikkeld. De taal zonder uitbreidingen wordt nog wel K&R C genoemd, naar Kernighan en Richie. Met Alfred Aho en Peter Weinberger stelde hij de scripttaal AWK samen.
Kernighan is waarschijnlijk de grondlegger van Hello world.